# Турзянка
Турзянка (Трузянка) — река в России, протекает по Пировскому и Большемуртинскому районам Красноярского края. Устье реки находится в 1534 км по левому берегу реки Кеть (Бол. Кеть). Длина реки составляет 14 км.

## Данные водного реестра
По данным государственного водного реестра России относится к Верхнеобскому бассейновому округу, водохозяйственный участок реки — Кеть, речной подбассейн реки — бассейн притоков (Верхней) Оби от Чулыма до Кети. Речной бассейн реки — (Верхняя) Обь до впадения Иртыша.